# Michel Klein
Michel Klein (Sighetu Marmației, 19 de abril de 1921 - Rueil-Malmaison, 19 de octubre de 2024)fue un veterinario francés. Fue conocido por su labor veterinaria en animales de zoológico, así como por sus programas televisivos de concientización a favor de los derechos de los animales en todo el mundo.Apareció en programas como Club Dorothée, 30 millones de amigos, Télématin y Terre atención peligro. 

## Biografía
Nació el 19 de abril de 1921 en el noroeste de Rumania . En la década de 1930, sus padres lo enviaron a Francia para estudiar.Asistió a la escuela de veterinaria en Toulouse . Durante la Segunda Guerra Mundial, se unió a la Resistencia francesa antes de huir a España.Sus padres y su hermana fueron deportados a Auschwitz.
Regresó a Francia después de la guerra y en la década de 1950 abrió una de las primeras prácticas veterinarias en París.A partir de la década de 1960, hizo apariciones regulares en televisión en programas que promovían el bienestar animal, incluidos Je cherche un maître, Les Animaux du monde, 30 million d'amis y Terre, attention danger en TF1, que presentó durante más de diez años con Dorothée.Propuso el proyecto que dio lugar al capítulo II de la Ley del 10 de julio de 1976, que creó protecciones para los animales. También hizo la propuesta inicial de identificar a los perros mediante tatuajes. 
Se desempeñó como vicepresidente de la Société Protectrice des Animaux de 1960 a 1978.Fue cofundador del Consejo Nacional para la Protección de los Animales y trabajó con Jacques Chirac para establecer la Escuela de Perros Guía para Ciegos y Deficientes Visuales de París (en francés: l'Ecole des chiens guides pour aveugles et malvoyants de Paris).En 1994, fue nombrado Caballero de la Legión de Honor por el entonces Primer Ministro Edouard Balladur.En 2021 recibió la medalla de plata de la Orden de Veterinarios.
Murió el 19 de octubre de 2024, a la edad de 103 años, en Rueil-Malmaison, Altos del Sena.

## Publicaciones
- Klein, Michel (1979). Ce qu'ils nous apprennent [What they teach us] (en francés). Robert Laffont. ISBN 2-221-00330-6.
- Klein, Michel (2006). L'avocat des bêtes [The Animal Advocate] (en francés). Éditions Anne Carrière. ISBN 2843373743.
- Klein, Michel; Hasbrouck, Michel (2010). Réussir son chien [Succeeding with your dog] (en francés). Éditions Helvedog. ISBN 978-2-8399-0647-0.